# Dmitrij Svetozarov
Dmitrij Svetozarov (Leningrado, 10 ottobre 1951) è un regista sovietico.

## Filmografia parziale

### Regista
- Skorost' (1983)
- Proryv (1986)
- Arifmetika ubijstva (1991)